# اون کوپر
اون کوپر (انگلیسی: Owen Cooper؛ زادهٔ ۲۰۰۹ (۱۵–۱۶ سال)) بازیگر اهل بریتانیا است. وی از سال ۲۰۲۵ میلادی تاکنون مشغول فعالیت بوده است.
از فیلم‌ها یا برنامه‌های تلویزیونی که وی در آن نقش داشته است می‌توان به مجموعه نوجوانی، بلندیهای بادگیر اشاره کرد.